# Analyses de liens
L’analyse des liens découle de la constatation qu’une forte corrélation n’a pas de sens isolément. Réciproquement une faible corrélation n’implique pas l’absence de lien.
Exemple 1 : Les variables A et B sont fortement corrélées parce que leurs variations sont toutes les deux liées à une variable X. En réalité il n’y a pas de lien AB, mais le lien XA et le lien XB.
Exemple 2 : La variable Y dépend de plusieurs variables C, D, E, F et G indépendantes. Aussi la corrélation de Y avec chacune d'entre elles, prise séparément, est faible (non « significative » au sens probabiliste du terme). En réalité, il existe les liens rigoureux CY, DY, EY, FY et GY.
On peut mettre en évidence ces liens « remarquables » par une étude des corrélations partielles.
L’iconographie des corrélations est fondée sur cette idée.